# フランシス・ゴドルフィン (第2代ゴドルフィン伯爵)

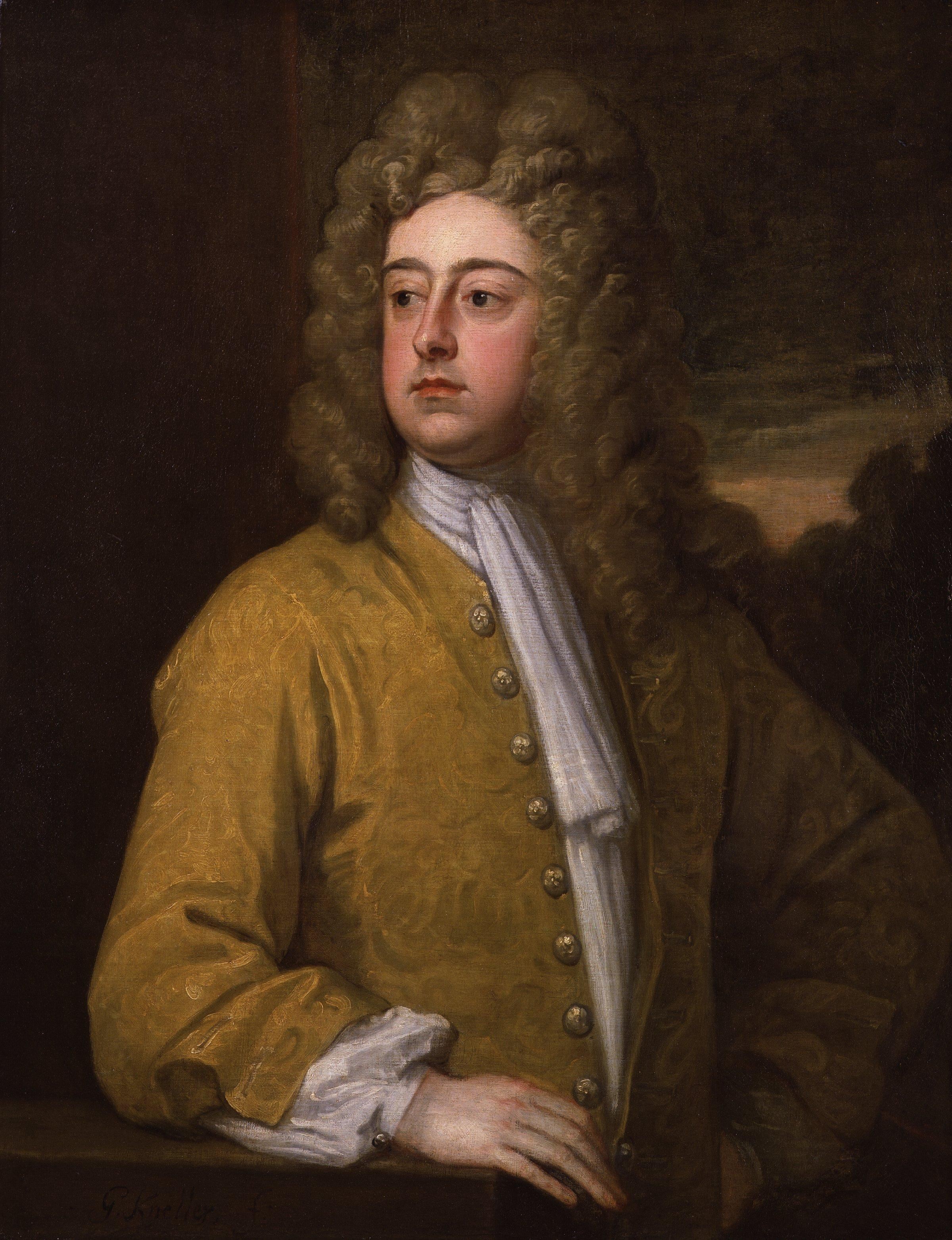
第2代ゴドルフィン伯爵フランシス・ゴドルフィン、ゴドフリー・ネラー作、1710年-1712年頃。

第2代ゴドルフィン伯爵フランシス・ゴドルフィン（英語: Francis Godolphin, 2nd Earl of Godolphin PC、1678年9月3日 - 1766年1月17日）は、イギリスの貴族、廷臣、フィランソロピスト。1706年から1712年までリアルトン子爵の儀礼称号を使用した。1739年に創設された捨子養育院の初代総裁の1人だった。

## 生涯
初代ゴドルフィン男爵シドニー・ゴドルフィン（後の初代ゴドルフィン伯爵）とマーガレット・ブレッグの1人息子として、1678年9月3日にホワイトホールで生まれ、同日に洗礼を受けた。母マーガレットはゴドルフィンの出生から6日後の1678年9月9日に死去した。マーガレットの親しい友人だったジョン・イーヴリンは彼女の死後もゴドルフィンの教育を監督するなど面倒を見た。イートン・カレッジとケンブリッジ大学キングス・カレッジ（1695年春入学）で教育を受け、1705年に文学修士の学位を得る。
1698年6月29日に大法官府裁判所の登録官に任命され、1727年1月20日まで務めたほか、1699年から1704年まで国庫会計係の1人だった。1704年から1711年まで王室会計長官を務めたほか、1705年から1708年まで錫鉱区長官、コーンウォール公領の家令などを歴任した。
庶民院では1701年12月1日にイースト・ロウ選挙区で議員に当選するものの、翌年2月4日にヘルストン選挙区の代表となることを選び、以降1710年9月21日まで同選挙区の議員を務めた。1706年に父がゴドルフィン伯爵に叙されると、自身も1712年9月15日に父が死去するまでリアルトン子爵の儀礼称号を使用した。1708年から1710年までオックスフォードシャー選挙区の議員を務め、その後は1712年にゴドルフィン伯爵を継承するまでトレゴニー選挙区の議員を務めた。ゴドルフィン・ハウスがヘルストンに所在していることもあり、ヘルストン選挙区は以降もゴドルフィン伯爵の懐中選挙区として、彼が指名した候補を議会に送り出した。その代償として1763年にヘルストン教会を再建したほか、ゴドルフィン伯爵が有権者の固定資産税などの税金を肩代わりすることも慣習となっていた。
その後は王室会計長官（1714年 - 1723年）、オックスフォードシャー総督（1715年 - 1739年）、国王ジョージ1世の寝室侍従（1716年）、バンベリー家令（1718年）、枢密顧問官（1723年5月26日任命）、国王ジョージ2世のグルーム・オブ・ザ・ストール、寝室侍従長（1727年 - 1735年）、ウッドストック家令（1728年3月18日任命）、シリー諸島総督（1728年3月18日任命）、王璽尚書（1735年5月14日 - 1740年4月25日）などと多くの宮廷職、名誉職、閑職に任命された。またジョージ1世がハノーファーを訪れるなどイギリスを一時的に離れるとき、lord justiceの1人を務めた。
1735年1月23日、すでに継承していたゴドルフィン伯爵の爵位に加えてヘルストンのゴドルフィン男爵に叙された。
1766年1月17日に死去、ケンジントン教会に埋葬された。後継者となる息子がなく、ゴドルフィン伯爵、リアルトン子爵、リアルトンのゴドルフィン男爵は断絶した。ヘルストンのゴドルフィン男爵についてはいとこのフランシス・ゴドルフィンが継承した。

## 家族
1698年3月、初代マールバラ公爵ジョン・チャーチルの娘ヘンリエッタ・チャーチル（1681年 - 1733年）と結婚した。2人は2男3女をもうけた。
- ウィリアム（英語版）（1700年 - 1731年） - 庶民院議員
- ヘンリー（1700年）
- ヘンリエッタ（英語版）（1701年 - 1776年） - 初代ニューカッスル公爵トマス・ペラム＝ホールズと結婚
- マーガレット（1703年）
- メアリー（英語版）（1723年 - 1764年） - 第4代リーズ公爵トマス・オズボーンと結婚